# Buchardo
Buchardo é um município da província de Córdova, na Argentina.